# Jacek Saryusz-Wolski
Jacek Emil Saryusz-Wolski (ur. 19 września 1948 w Łodzi) – polski ekonomista, europeista, polityk i urzędnik państwowy, jeden z głównych negocjatorów przystąpienia Polski do Unii Europejskiej. Pierwszy pełnomocnik rządu do spraw integracji europejskiej i pomocy zagranicznej (1991–1996), sekretarz Komitetu Integracji Europejskiej (2000–2001), poseł do Parlamentu Europejskiego VI, VII, VIII i IX kadencji (2004–2024), wiceprzewodniczący Parlamentu Europejskiego VI kadencji (2004–2007), wiceprzewodniczący Platformy Obywatelskiej (2006–2010), wiceprzewodniczący Europejskiej Partii Ludowej (2006–2017), doradca społeczny prezydenta RP (od 2025).

## Życiorys

### Rodzina i wykształcenie
Syn Emila i Eryki. Absolwent I Liceum Ogólnokształcącego im. Mikołaja Kopernika w Łodzi (1966). Ukończył studia ekonomiczne na Uniwersytecie Łódzkim, gdzie następnie uzyskał stopień doktora nauk ekonomicznych. Odbył też studia podyplomowe w Centre Européen Universitaire w Nancy.

### Działalność naukowa i społeczna
W latach 70. zajmował się naukowo Wspólnotami Europejskimi na Uniwersytecie Łódzkim. W latach 80. pracował jako adiunkt w Zakładzie Ekonomii Politycznej Socjalizmu Uniwersytetu Łódzkiego. Na przełomie lat 80. i 90. kierował Ośrodkiem Badań Europejskich Uniwersytetu Łódzkiego.
W latach 2002–2004 był dyrektorem Instytutu Unii Europejskiej w Collegium Civitas, gdzie do 2008 prowadził wykłady. Został także przewodniczącym Centrum Europejskiego Natolin, prezesem Fundacji „Kolegium Europejskie”, członkiem Stowarzyszenia Euro-Atlantyckiego oraz zastępcą przewodniczącego rady Polskiego Instytutu Spraw Międzynarodowych.

### Działalność polityczna
Do Polskiej Zjednoczonej Partii Robotniczej wstąpił w 1980, a wystąpił z niej w 1981, wkrótce po wprowadzeniu stanu wojennego; w konsekwencji w późniejszych czasach nie otrzymywał zgody na wydanie paszportu na potrzeby wyjazdów dla celów naukowych (w III RP uzyskał status pokrzywdzonego określany decyzją prezesa IPN).
W 1980 wstąpił również do NSZZ „Solidarność”, był zastępcą rzecznika prasowego łódzkiego regionu związku.
W 1991 został pierwszym pełnomocnikiem do spraw integracji europejskiej i pomocy zagranicznej po stworzeniu tego stanowiska w okresie rządu Jana Krzysztofa Bieleckiego. Funkcję tę pełnił do 1996 w trakcie kilku kolejnych gabinetów. Do pracy w administracji rządowej powrócił w 2000, kiedy premier Jerzy Buzek mianował go sekretarzem Komitetu Integracji Europejskiej. Pełniąc tę funkcję, brał udział w negocjacjach podczas szczytu w Nicei w grudniu 2000. W 2001 bez powodzenia kandydował do Senatu z ramienia Bloku Senat 2001.
W 2003 został międzynarodowym sekretarzem Platformy Obywatelskiej. W 2006 został wybrany na wiceprzewodniczącego zarządu krajowego Platformy Obywatelskiej. Funkcje wiceprzewodniczącego i członka zarządu krajowego PO pełnił do października 2010.
13 czerwca 2004 został wybrany na posła do Parlamentu Europejskiego z listy Platformy Obywatelskiej w okręgu nr 6 obejmującym województwo łódzkie, otrzymując 66 589 głosów (16,92%, najlepszy wynik w okręgu). Od 20 lipca 2004 do 16 stycznia 2007 (przez połowę kadencji) pełnił funkcję wiceprzewodniczącego Parlamentu Europejskiego z ramienia EPL-ED. W 2006 został wybrany na wiceprzewodniczącego Europejskiej Partii Ludowej. W 2007 objął stanowisko przewodniczącego Komisji Spraw Zagranicznych Parlamentu Europejskiego. W VI kadencji był również członkiem-zastępcą w komisji budżetowej oraz członkiem delegacji PE na Federację Rosyjską i Afganistan. W wyborach w 2009 skutecznie ubiegał się o reelekcję.
W 2014 po raz trzeci został wybrany na posła do Parlamentu Europejskiego. 4 marca 2017 minister spraw zagranicznych w rządzie Beaty Szydło zgłosił jego kandydaturę na stanowisko przewodniczącego Rady Europejskiej (zajmowane przez Donalda Tuska, deklarującego zamiar ubiegania się o reelekcję), w związku z czym tego samego dnia został usunięty z Platformy Obywatelskiej. W konsekwencji utracił również stanowisko wiceprzewodniczącego Europejskiej Partii Ludowej. Przestał być także członkiem frakcji EPL w Europarlamencie. W lutym 2019 został wskazany jako lider listy PiS w majowych wyborach do Parlamentu Europejskiego w okręgu nr 4 (Warszawa). W marcu tego samego roku dołączył do frakcji Europejskich Konserwatystów i Reformatorów.
W wyniku głosowania z maja 2019 po raz czwarty uzyskał mandat eurodeputowanego, otrzymując 186 851 głosów. Bez powodzenia ubiegał się o reelekcję w wyborach w 2024 (tym razem z okręgu lubelskiego).
Również w 2024 wszedł w skład komitetu wspierającego kandydaturę Karola Nawrockiego na prezydenta RP w wyborach w 2025; został koordynatorem utworzonych w ramach tego komitetu zespołów ds. polityki zagranicznej i ds. Unii Europejskiej. W sierpniu 2025 powołany na doradcę społecznego prezydenta RP Karola Nawrockiego.

## Wyniki w wyborach ogólnopolskich
| Wybory | Komitet wyborczy                   | Komitet wyborczy       | Organ                            | Okręg          | Wynik            |
| ------ | ---------------------------------- | ---------------------- | -------------------------------- | -------------- | ---------------- |
| 2001   |                                    | Blok Senat 2001        | Senat V kadencji                 | nr 18          | 192 115 (26,34%) |
| 2004   |                                    | Platforma Obywatelska  | Parlament Europejski VI kadencji | nr 6           | 66 589 (16,92%)  |
| 2009   | Parlament Europejski VII kadencji  | Platforma Obywatelska  | 125 111 (26,11%)                 | nr 6           |                  |
| 2014   | Parlament Europejski VIII kadencji | Platforma Obywatelska  | 97 551 (20,82%)                  | nr 6           |                  |
| 2019   |                                    | Prawo i Sprawiedliwość | Parlament Europejski IX kadencji | nr 4           | 186 851 (13,49%) |
| 2024   | Parlament Europejski X kadencji    | Prawo i Sprawiedliwość | nr 8                             | 56 483 (9,12%) |                  |

## Odznaczenia
- Krzyż Wielki Orderu Odrodzenia Polski (2025)[19]
- Krzyż Komandorski Orderu Odrodzenia Polski (2003)[20]
- Legia Honorowa (Francja, 2003)[21]
- Order Za Zasługi I stopnia (Ukraina, 2006)[22]
- Order Zwycięstwa Świętego Jerzego (Gruzja, 2013)[23]
- Medal Mychitara Gosza (Armenia, 2017)[24]